# Triple 9
Pour les articles homonymes, voir 999 (homonymie).
Pour plus de détails, voir Fiche technique et Distribution.
Triple 9 est un film policier américain réalisé par John Hillcoat, sorti en 2016.

## Synopsis
Marcus Belmont et Jorge Rodriguez sont deux flics ripoux. Ils travaillent principalement pour la mafia russo-israélienne, dirigée d'une main de fer par Irina Vlaslov. Avec leurs complices, ils comptent détourner l'attention d'un cambriolage qu'ils veulent commettre en tuant l'un d'entre eux.

## Fiche technique
Sauf indication contraire, les informations mentionnées dans cette section peuvent être confirmées par la base de données cinématographiques IMDb,  présente dans la section « Liens externes ».
- Titre : Triple 9
- Réalisation : John Hillcoat
- Scénario : Matt Cook
- Direction artistique : Tim Grimes
- Décors : Jacqueline Jacobson Scarfo
- Costumes : Margot Wilson
- Photographie : Nicolas Karakatsanis
- Montage : Dylan Tichenor
- Musique : Bobby Krlic, Atticus Ross, Leopold Ross (en) et Claudia Sarne
- Production : Marc Butan, Bard Dorros, John Hillcoat, Anthony Katagas, Keith Redmon et Christopher Woodrow
- Sociétés de production : Worldview Entertainment, Sierra Pictures, Anonymous Content, MadRiver Pictures et SureFire Capital
- Sociétés de distribution : Open Road Films (États-Unis), Mars Distribution (France)
- Pays d'origine :  États-Unis
- Langue originale : anglais
- Format : couleur - 2,35:1 - son Dolby numérique
- Genre : policier et action
- Durée : 115 minutes
- Dates de sortie : 
  - États-Unis : 26 février 2016
  - France : 9 mars 2016
- Interdit aux moins de 12 ans avec avertissement en France[1]
- Interdit aux moins de 16 ans à la télévision.

## Distribution
Sauf indication contraire, les informations mentionnées dans cette section peuvent être confirmées par la base de données cinématographiques IMDb,  présente dans la section « Liens externes ».
- Casey Affleck (VF : Jean-Christophe Dollé ; VQ : Sébastien Reding) : Chris Allen
- Clifton Collins Jr. (VF : Loïc Houdré ; VQ : Alexandre Fortin) : Jorge Rodriguez
- Chiwetel Ejiofor (VF : Frantz Confiac ; VQ : Marc-André Bélanger) : Michael Atwood
- Gal Gadot (VF : Ingrid Donnadieu) : Elena Vlaslov
- Woody Harrelson (VF : Jérôme Pauwels ; VQ : Louis-Philippe Dandenault) : l'inspecteur Jeffrey Allen
- Anthony Mackie (VF : Jean-Baptiste Anoumon ; VQ : Benoît Éthier) : Marcus Belmont
- Teresa Palmer (VF : Marie Tirmont) : Michelle Allen
- Aaron Paul (VF : Alexandre Gillet ; VQ : Claude Gagnon) : Gabe Welch
- Norman Reedus (VF : Emmanuel Karsen ; VQ : Hugolin Chevrette-Landesque) : Russel Welch
- Kate Winslet (VF : Anneliese Fromont) : Irina Vlaslov
- Michelle Ang (VF : Bénédicte Bosc ; VQ : Valérie Gagné): Trina Ling
- Luis Da Silva (en) (VF : Emmanuel Garijo) : Luis Pinto
- Michael K. Williams (VF : Daniel Lobé) : Sweet Pea
- E. Roger Mitchell (VF : Asto Montcho) : Smith

 Source et légende : version française (VF) sur RS Doublage et Doublage Séries Database; version québécoise (VQ) sur Doublage.qc.ca

## Production

### Genèse et développement
Le code « triple 9 » (ou 999) est une alerte lancée en cas d'extrême urgence quand un policier est touché lors d'une fusillade. Toutes les forces de l'ordre des environs doivent alors cesser leur activité pour prêter main-forte aux policiers en difficulté jusqu'à ce que le problème soit résolu. Un ami du scénariste Matt Cook, travaillant dans la brigade des stupéfiants, lui a parlé de ce code alors qu'ils voyageaient ensemble entre Phoenix et Las Vegas. C'est ainsi que l'idée de scénario est née. Pour ne pas réutiliser les archétypes de la mafia au cinéma (italo-américaine, irlandaise, les cartels mexicains…), Matt Cook souhaite quelque chose d'inédit. Il découvre que de nombreux Russo-israéliens sont détenus pour divers crimes : « Ces gens-là sont milliardaires mais ne sont pas très connus. On a aussi appris que les organisations criminelles russo-israéliennes sont en général dirigées par une seule personne. Les chefs sont des personnages quasi mythiques, un peu comme Keyser Söze dans Usual Suspects ».
En 2010, le script est classé dans la Black List des meilleurs scripts en attente de production. John Hillcoat confirme sa participation comme réalisateur en Décembre 2013.

### Attribution des rôles
Pour le rôle de Chris Allen, Shia LaBeouf et Charlie Hunnam ont été pressentis. Le premier avait déjà tourné sous la direction de John Hillcoat dans Des hommes sans loi. Le rôle reviendra finalement à Casey Affleck.
Cate Blanchett devait à l'origine incarner Irina Vlaslov, mais elle est finalement remplacée par Kate Winslet, alors qu'Anthony Mackie a remplacé Michael B. Jordan. Au départ du projet, les noms de Christoph Waltz, Chris Pine et Jeff Bridges ont été cités. La plupart ont dû refuser en raison d'emplois du temps incompatibles.
Woody Harrelson et Chiwetel Ejiofor se retrouvent 7 ans plus tard après 2012 en 2009. Gal Gadot et Luis Pinto Jr. se retrouvent 5 ans plus tard après Fast and Furious 5 en 2011.

### Tournage
Le film devait initialement se situer à Los Angeles mais, pour une question de budget, la production a dû trouver un autre endroit permettant de bénéficier de crédits d'impôts. Le tournage a donc eu lieu dans l'État de Géorgie, notamment à Atlanta, Decatur et Buckhead.

### Musique
Liste des titres
Toutes les chansons sont écrites et composées par Bobby Krlic, Atticus Ross, Leopold Ross (en) et Claudia Sarne.
| No  | Titre                                                   | Durée |
| --- | ------------------------------------------------------- | ----- |
| 1.  | Ticking Glock                                           | 6:29  |
| 2.  | The Drop                                                | 2:07  |
| 3.  | Eleven Fifty Nine                                       | 6:22  |
| 4.  | The Butcher's Shop                                      | 4:46  |
| 5.  | What Happens Now                                        | 2:06  |
| 6.  | War Porn                                                | 2:36  |
| 7.  | Conversating                                            | 1:19  |
| 8.  | Jeffrey's Nightcrawl (interprété par Bobby Krlic)       | 4:11  |
| 9.  | Some Hope                                               | 1:51  |
| 10. | Heist #2                                                | 3:50  |
| 11. | Michael's Death                                         | 2:21  |
| 12. | Probably a Robbery                                      | 2:28  |
| 13. | Mysteron                                                | 3:44  |
| 14. | Pigs (Atticus Ross Remix) (interprété par Cypress Hill) | 6:45  |

## Accueil

### Accueil critique
Sur l'agrégateur américain Rotten Tomatoes, le film n'obtient que 53% d'opinions favorables, pour 133 avis recensés. Sur Metacritic, il décroche une moyenne de 52/100, pour 41 critiques.
Sur le site français Allociné, Triple 9 obtient une note moyenne de 3,7/5, pour 23 titres de presse compilés. Du côté des avis positifs, on peut notamment lire dans L'Obs : « Excellent scénario de Matt Cook, superbement mis en scène par John Hillcoat, qui suit plusieurs intrigues à la fois sans jamais perdre le fil ». Dans Le Point, Phalène de La Valette écrit notamment que « le réalisateur de La Route revient avec un film de braquage particulièrement audacieux et prouve qu'il est encore possible de réinventer le policier ». Éric Libiot de Studio Ciné Live décrit quant à lui le film comme « un polar noir, truffé à la testostérone, qui fonctionne grâce à une mise en scène efficace » même s'il « pâtit de quelques faiblesses ».
Du côté des critiques négatives, Thomas Sotinel écrit dans Le Monde : « Le désordre, l'enchevêtrement des lignes de front seraient le sujet du film si le spectacle ne finissait par l'emporter. Reste l'apparition de Kate Winslet en Lady Macbeth de la mafia russo-israélienne ». Rose Piccini de Cinemateaser souligne, quant à elle, la faiblesse de la narration.

### Box-office
| Pays ou région    | Box-office      | Date d'arrêt du box-office | Nombre de semaines |
| ----------------- | --------------- | -------------------------- | ------------------ |
| États-Unis Canada | 12 639 297 $    | 24 mars 2016               | 7                  |
| France            | 288 440 entrées | 2 mai 2016                 | 7                  |
| Mondial           | 23 119 442 $    | -                          | -                  |